# URO MAT-18.16

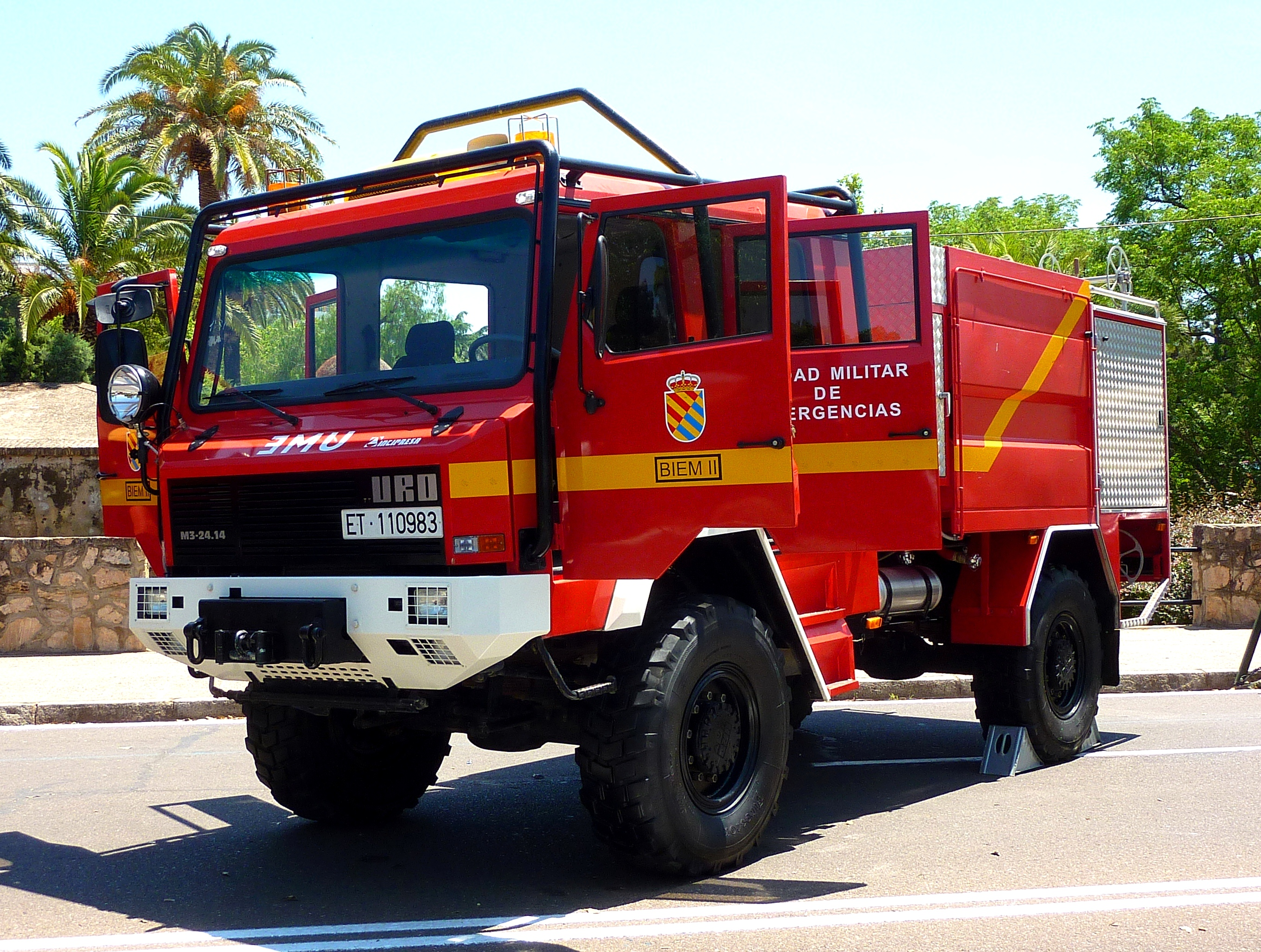
Version Fourgon d'incendie BFP 40-106 J-1884 sur un URO M3-24.14.

L'URO MAT-18.16 est un camion militaire léger tout-terrain de transport tactique espagnol ainsi que tracteur d'artillerie.

## Description
Il est fabriqué par l’entreprise UROVESA à Saint-Jacques de Compostelle. Plusieurs versions sont disponibles de ce chassis pour différentes utilisations.
Il a été conçu pour une utilisation logistique ou comme tracteur d'artillerie.

## Caractéristiques techniques
- Cylindrée: 6700 cm3
- Masse : jusqu'à 16000 kg, remorque 10000kg
- Autonomie: 100 à 700km (selon la charge)
- Vitesse maximale: 100km/h[2]

## Utilisateurs

### Militaires
Espagne200 en service, utilisé comme tracteur d'artillerie pour le Canon léger L118 qu'il tracte tout en transportant les munitions. Il est en passe d'être substitué par le URO VAMTAC SK.

## Véhicules équivalents
- Saurer 6DM